# Festival hrvatskog amaterskog teatra
Festival hrvatskog amaterskog teatra je kazališni festival koji se održava u Mirgešu, autonomna pokrajina Vojvodina, Srbija.
Organizira ga hrvatska udruga iz Mirgeša od 1996.
Festival hrvatskog amaterskog teatra je natjecateljske naravi. Izvode se kazališna djela hrvatskih autora, no to nije strogi uvjet. Po vrsti djela, prevladavaju komedije.

## Povijest
U nedostatku postojanja velike samostalne kazališne kuće u bačkih Hrvata u Vojvodini nakon ukidanja Hrvatskog narodnog kazališta u Subotici, hrvatska kulturno-umjetnička društva i udruge su bili održavatelji tradicije kazališne umjetnosti Hrvata u Subotici.

Naposljetku je hrvatska udruga iz Mirgeša pokrenula ovaj festival. Zahvaljujući velikoj i živoj aktivnosti dramskih odjela HKUD-ova diljem Vojvodine, na ovome su festivalu nakon vrlo malo vremena počela sudjelovati skoro sva hrvatska društva.

## Vanjske poveznice
- Radio Subotica  Arhivirana inačica izvorne stranice od 1. ožujka 2021. (Wayback Machine) Festival hrvatskog amaterskog teatra: amateri u ulozi profesionalaca
- Radio Subotica  Arhivirana inačica izvorne stranice od 1. ožujka 2021. (Wayback Machine) Otvoren XIII. Festival amaterskog teatra u Ljutovu, 23. ožujka 2009.